# 般咸道

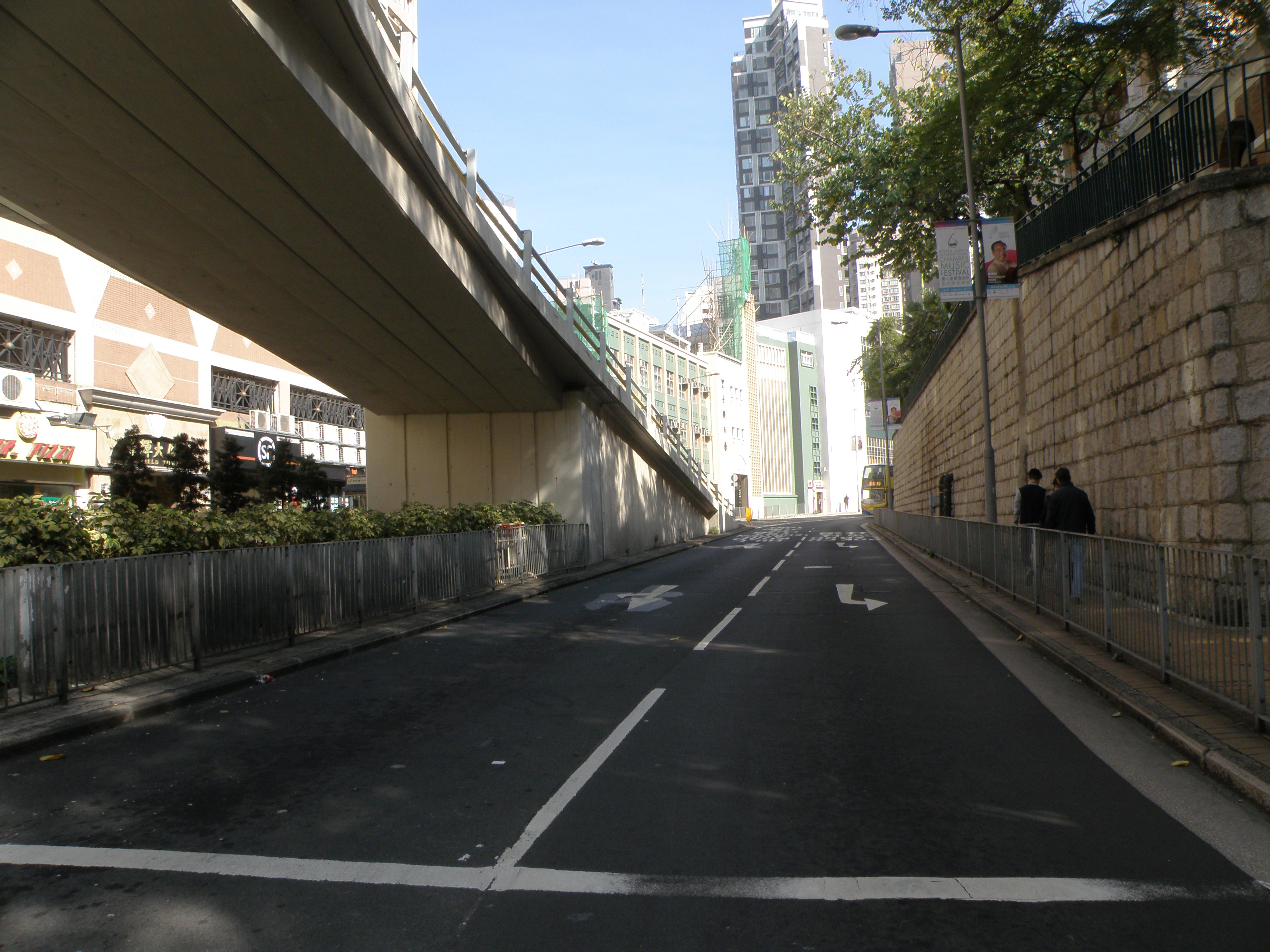
般咸道西端

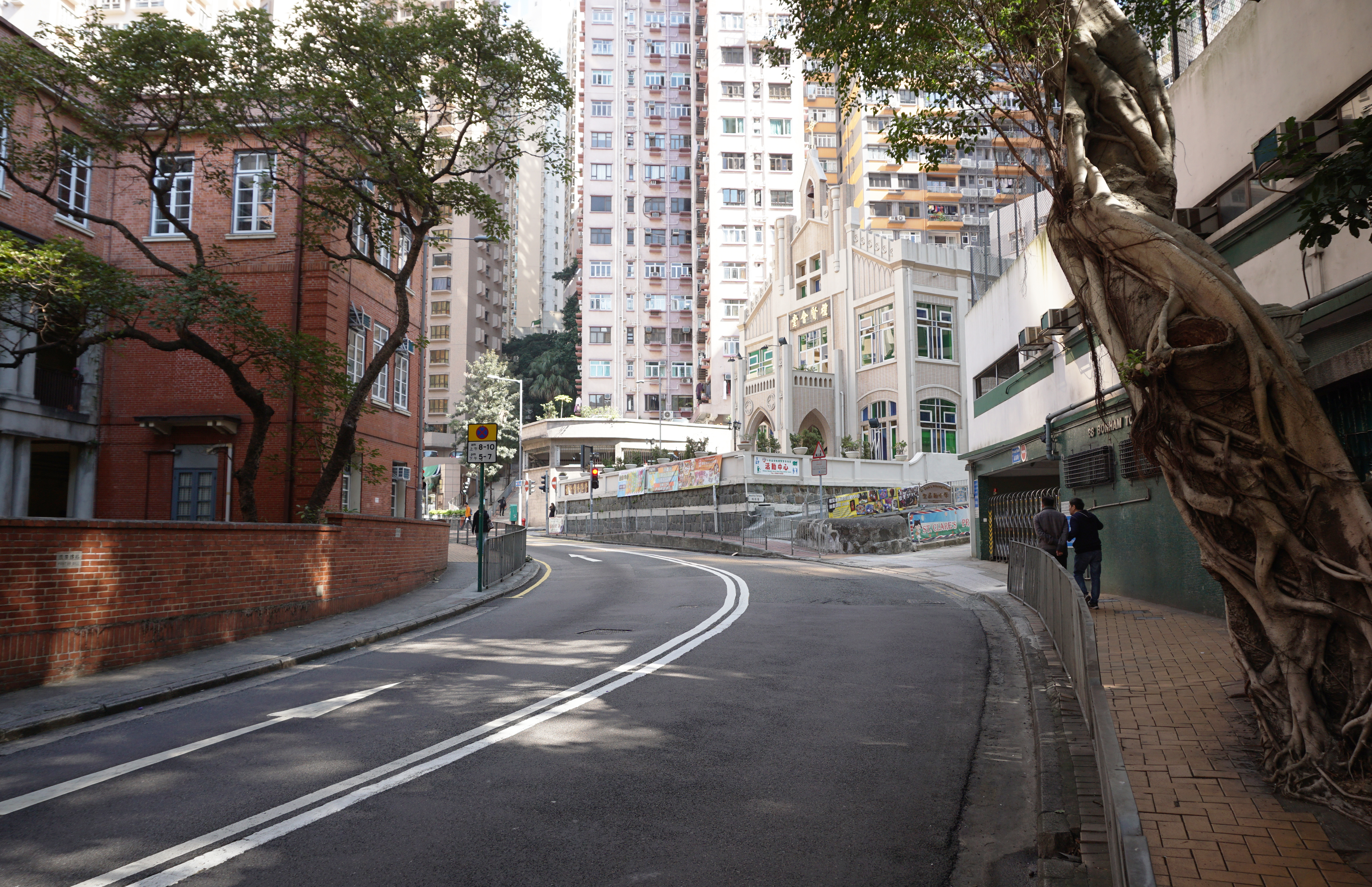
般咸道近英皇書院

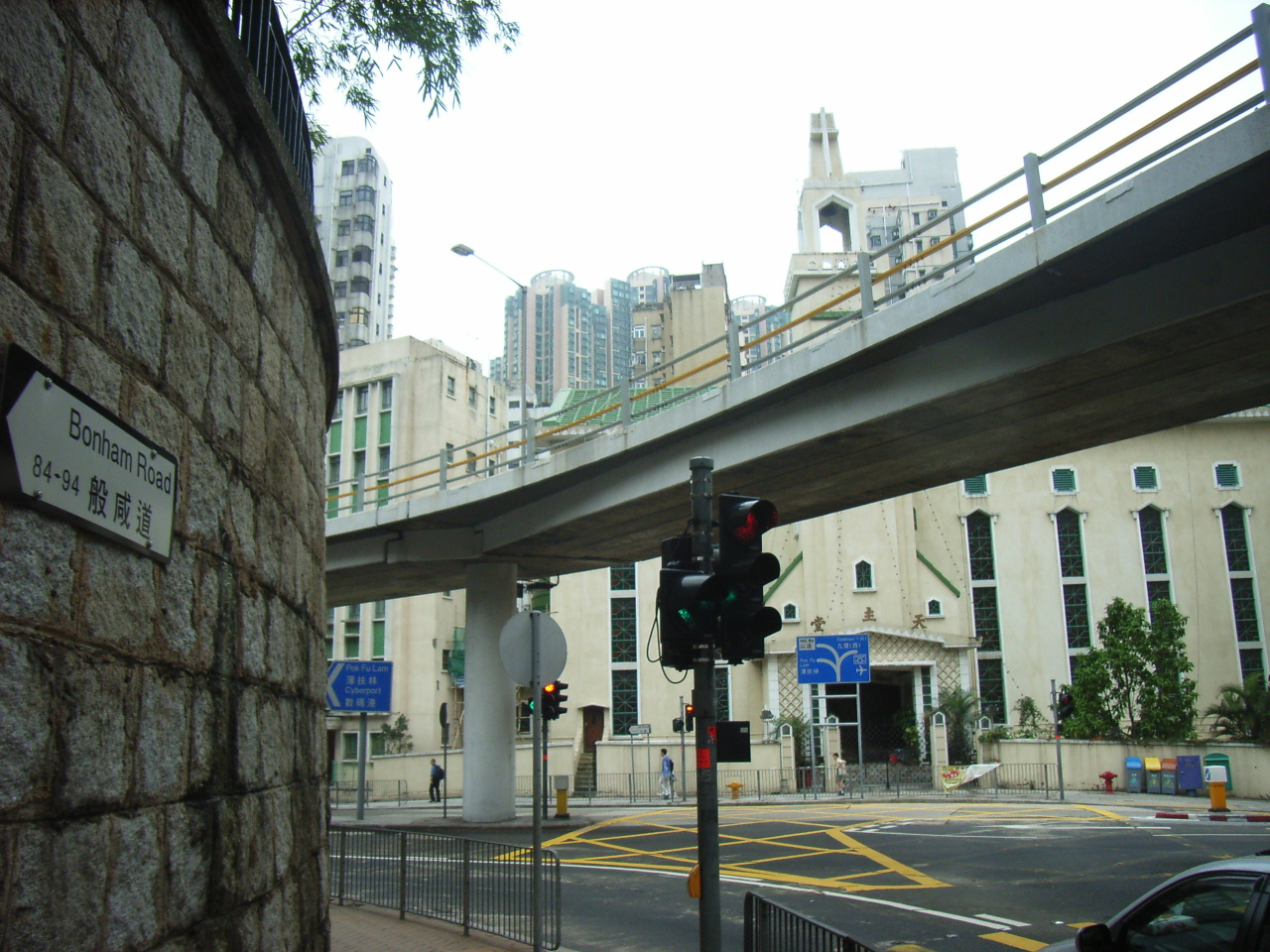
般咸道及般咸道天橋，西望聖安多尼堂方向

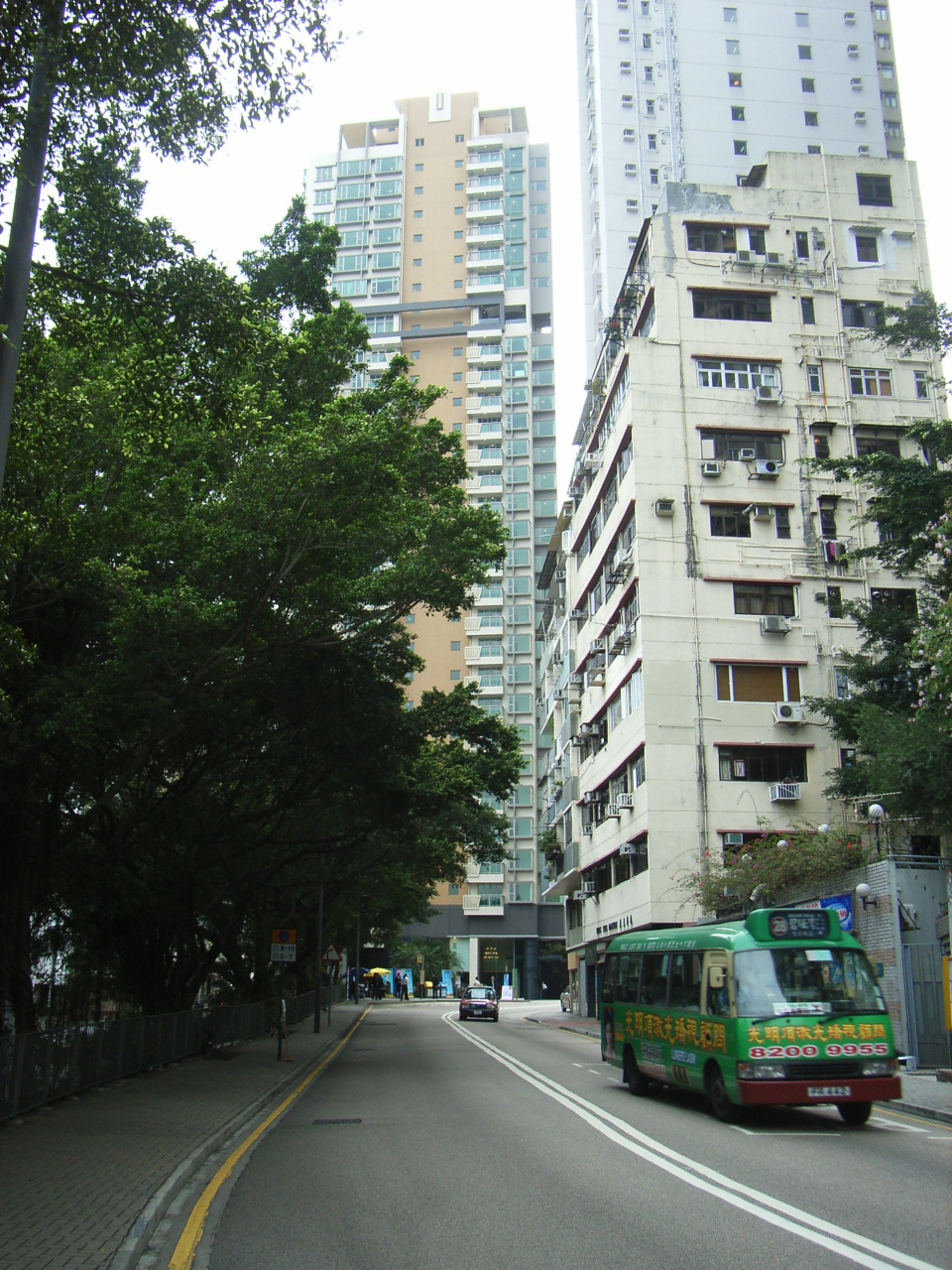
般咸道東望匯賢居

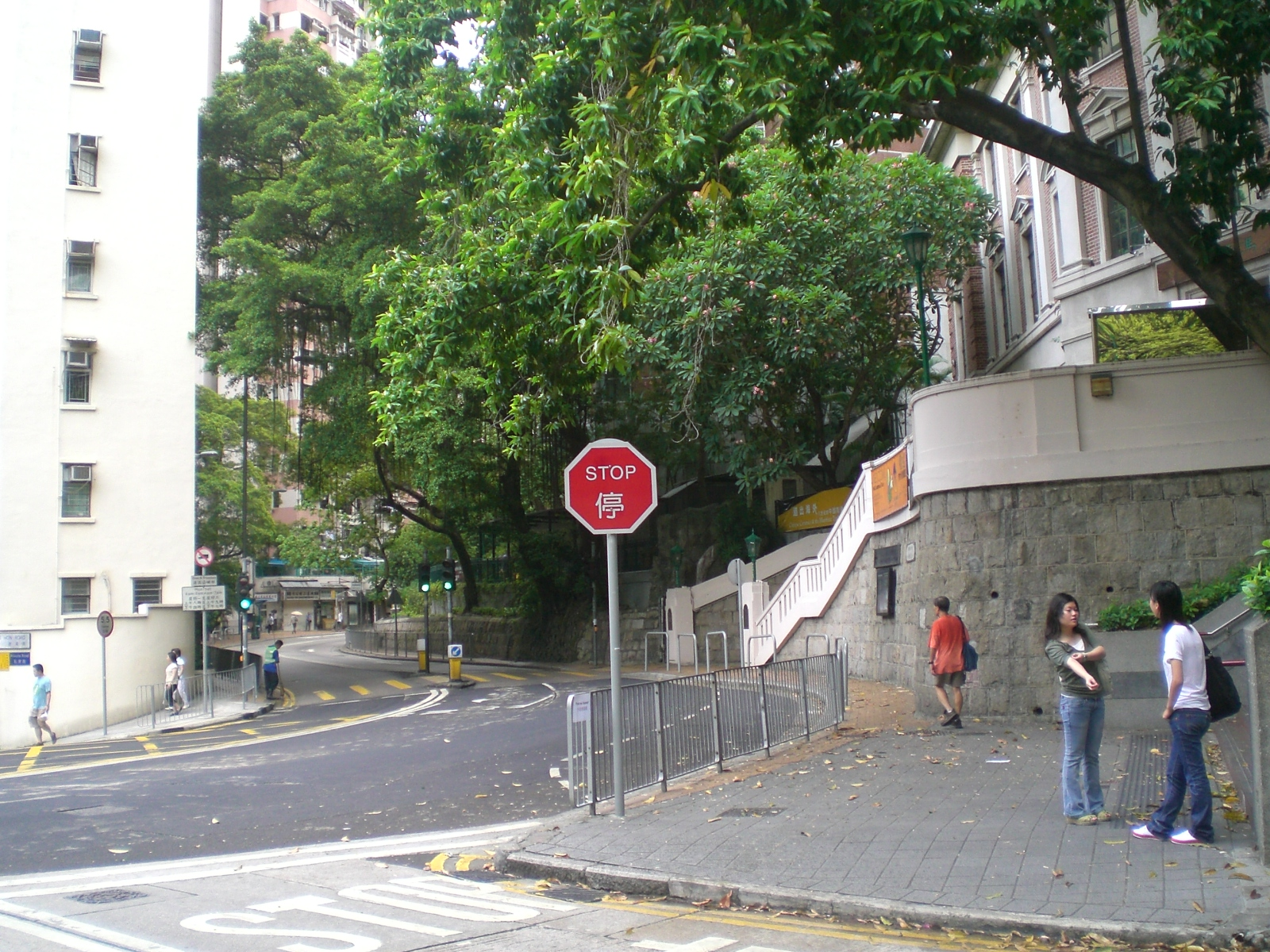
般咸道近興漢道

般咸道（又稱般含道）是香港西半山的主要道路，大致為東西走向，北面與山腳即西營盤接讓，西端連接薄扶林道及山道交界，東端則連接堅道、醫院道及西摩道交界。大部份路段為雙線雙程行車。道路以第三任香港總督文咸（又稱般咸）命名，香港日治時期曾改名為西大正通。

## 名稱
第三任香港總督文咸又譯作般咸，上環的文咸東街是文咸在任內填平淺灘而成的陸地，並取了文咸東街這名字。為免混淆，因此位於西半山的就改稱為般咸道。當時香港政府官員在以譯音翻譯路名時，誤以為英語姓氏「Bonham」中的「h」是發音的，但正確讀音應為/ˈbɒnəm/，中文譯音應為「般臨」，但香港政府並沒有像梳士巴利道般修正譯名，誤譯沿用至今。

## 般咸道天橋
般咸道天橋是一條連接薄扶林道至般咸道西端的行車天橋，於1973年通車，單向東行。

## 沿路著名地點
- 合一堂
- 羅便臣道80號（前身為般咸道那打素醫院）
- 匯賢居
- 西營盤社區綜合大樓
- 般咸道官立小學（原拔萃男書院、聯合書院、羅富國教育學院校址）
- 聖嘉勒小學
- 港鐵西營盤站（前戴麟趾康復中心）
- 雍慧閣
- 聖士提反女子中學
- 禮賢會香港堂
- 英皇書院
- 香港大學
- 興漢道
- 聖保羅書院
- 聖士提反堂中學
- 景輝大廈
- 聖安多尼堂
- 寧養臺
- 石牆樹
- 般咸道88號 西區軍營軍人宿舍

## 交匯道路
- 薄扶林道
- 山道
- 興漢道
- 西邊街
- 漢寧頓道
- 柏道
- 高街
- 卑利士道
- 醫院道
- 西摩道
- 堅道

## 外部連結
- 香港新舊照片比較 - 般咸道 （页面存档备份，存于）